# Chapelle Notre-Dame-du-Peuple de Draguignan
La chapelle Notre-Dame-du-Peuple est une chapelle située à Draguignan dans le département français du Var en région Provence-Alpes-Côte d'Azur.
Elle dépend de la paroisse de Draguignan du diocèse de Fréjus-Toulon.

## Histoire et description

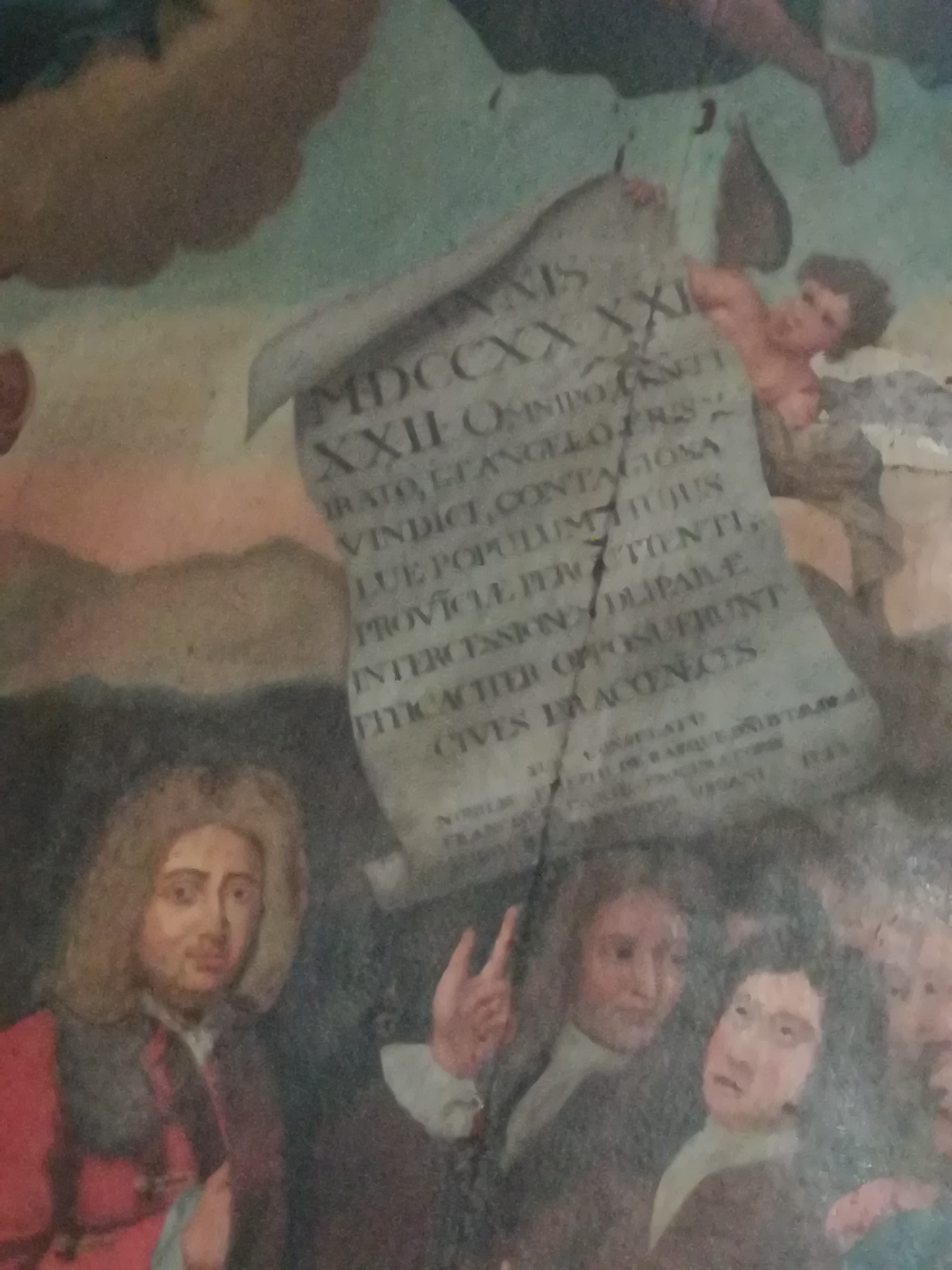
Détail du tableau présentant les représentants de la ville demandant l'intercession de la Sainte Vierge face aux épidémies.

Les Dracénois ont élevé cette grande chapelle dédiée à la Vierge en 1524, en action de grâce pour avoir été épargné de l'épidémie de peste qui ravageait la région. 
L'édifice est de style gothique flamboyant,. La façade date du XIXe siècle. L'intérieur compte de nombreux ex-votos et un retable attribué à l'école niçoise des Bréa, dont le tableau représente Notre Dame du Rosaire,. En 1638, Notre-Dame-du-Peuple est confiée à la confrérie des Pénitents gris. Saccagée à la Révolution française, elle est achetée comme bien national par un particulier qui en fait un magasin à fourrage, puis elle devient une poudrière. En 1853, le curé Nard la rachète, la restaure et la rend au culte. Elle est depuis 1905 bien de la commune.
Les Missionnaires de la Miséricorde divine y célèbrent la messe dominicale en latin à 10 heures 30. La messe dominicale anticipée du samedi soir y est célébrée en français, ainsi que la messe du mercredi et du vendredi soir. Tous les ans, le pèlerinage à la Vierge y a lieu le 8 septembre, fête de la Nativité de la Vierge .